# Kiaran MacDonald
Kiaran MacDonald (30 de abril de 1997) es un deportista británico que compite por Inglaterra en boxeo.
En los Juegos Europeos de Cracovia 2023 consiguió una medalla de bronce en la categoría de 51 kg. Ganó una medalla de plata en el Campeonato Europeo de Boxeo Aficionado de 2022.

## Palmarés internacional
| Representando al Reino Unido |                     |                   |           |
| Juegos Europeos              |                     |                   |           |
| Año                          | Lugar               | Medalla           | Categoría |
| 2023                         | Nowy Targ (Polonia) | Medalla de bronce | 51 kg     |
| Representando a Inglaterra   |                     |                   |           |
| Campeonato Europeo           |                     |                   |           |
| Año                          | Lugar               | Medalla           | Categoría |
| 2022                         | Ereván (Armenia)    | Medalla de plata  | 51 kg     |